# プレシア
株式会社プレシアは、神奈川県厚木市に本社を置く、パン・洋菓子・デザート類の製造卸売を行う日本の企業。

## 概要
シュークリーム、ロールケーキ、タルト、パフェ、プリン等の洋生菓子、チルドデザートを製造している。これらの製品は、おもにスーパーやコンビニ、ドラッグストアなどで販売している。
2016年にエア・ウォーター株式会社の子会社となり、エア・ウォーターグループ（農業・食品部門）の一員である。

## 沿革
- 1994年（平成6年）10月 - 東京都町田市成瀬で株式会社プレシア設立。
- 1995年（平成7年）4月 - 神奈川県平塚市に平塚工場開設。
- 1997年（平成9年）9月 - 神奈川県厚木市に厚木工場開設。
- 1999年（平成11年）3月 - 本社を東京都町田市南つくし野に移転。
- 2000年（平成12年）
  - 9月 - 神奈川県藤沢市に湘南工場開設。
  - 10月 - 「有限会社有明製菓」設立。
- 2001年（平成13年）4月 - 「ありあけのハーバー」復活に伴い製造開始。
- 2006年3月　
  - 本社を神奈川県横浜市中区日本大通に移転。
  - 「株式会社ありあけ」設立。
- 2007年（平成19年）
  - 2月 - 株式会社ありあけが、有限会社有明製菓を合併。
  - 4月 - 洋菓子販売のタカラブネチェーンを展開する株式会社スイートガーデン（神戸市）を買収。
- 2011年（平成23年）4月 - 本社を横浜市港北区新横浜に移転。
- 2014年（平成26年）4月 - スイートガーデンの全株式を不二家に売却。
- 2016年（平成28年）10月 - エア・ウォーター株式会社（大阪市）に買収され子会社化。
- 2018年（平成30年）10月 - 神奈川県厚木市に新工場を開設し本社を厚木市に移転。
- 2019年（平成31年）4月 - 株式会社埼玉プレシア・株式会社福岡プレシア・株式会社新杵・株式会社菓匠杵乃屋を吸収合併。

## グループ会社
- 株式会社プリンス
- 株式会社ファームテーブル